# Ożaglowanie skośne
Ożaglowanie skośne (suche) – rodzaj ożaglowania, gdzie przednia krawędź żagli przymasztowych usytuowana jest w pobliżu płaszczyzny symetrii jachtu. W najpopularniejszych typach (ożaglowanie bermudzkie, gaflowe) jest ona przymocowana do masztu, ale w mniej popularnych może być przyczepiona do rejki (np. łacińskie), lub może pozostawać wolna (np. lugrowe). Żagle te mogą być wychylane po około 90° na każdą burtę. Mogą też być wybierane nieomal równolegle do diametralnej jednostki i przekraczać ją. Zdecydowanie odmiennym systemem ożaglowania jest ożaglowanie rejowe.